# Mahdi Fatehi
Mahdi Fatehi (in lingua persiana: مهدی فاتحی; Teheran, 21 marzo 1982) è un grafico e direttore artistico iraniano.

## Biografia
Mahdi Fatehi è nato nel 1982 a Teheran. Nel 2005 ha conseguito il Master in Graphic Design presso l'Azad Art University. Da allora è stato attivo come graphic designer professionista con un focus sulla progettazione di manifesti per film e spettacoli teatrali. Ha vinto diversi premi internazionali. Dal 2007 è stato attivo come docente in varie università d'arte a Teheran. Anche se è conosciuto soprattutto per i suoi disegni di manifesti, ha anche creato loghi, copertine di libri, e stato coinvolto nella progettazione di vari opuscoli e riviste. In termini di stile, è noto per l'utilizzo di disegni a mano e altre tecniche manuali e la combinazione di questi in disegni digitali.
Ha tenuto 4 mostre personali di poster a Teheran, Isfahan, Arak, Parigi e ha partecipato a più di 40 biennali internazionali in tutto il mondo. È membro dell'Istituto per la Promozione delle Arti Visive, membro della Theatre Poster Designers Society e dell'Iranian Graphic Designers Society. Ha fondato Studio FA nel 2015 e utilizza anche questa etichetta come una firma.

## Premi e riconoscimenti
- 2016: Premio Bronzo all'8º triennio Internazionale del Poster Stage Sofia, Bulgaria[1]
- 2016: 1º Premio al 35º Festival Internazionale del Teatro, Teheran, Iran[2]
- 2013: Menzione d'Onore al 14º Internazionale Bi- ennial di Poster Teatro, rzeszow, Polonia.[3]
- 2012: Premio Bronzo al 10º Poster triennale Internazionale, Toyama, Giappone[4]
- 2012: 2º Premio al 31º Festival Internazionale del Teatro, Teheran, Iran
- 2011: Premio Poster al "Immagine dell'Anno", Teheran,Iran[5]
- 2010: Mostra annuale di libri grafici, Teheran, Iran